# Espai Macià
L'Espai Macià és un centre d'interpretació de les Borges Blanques sobre la figura de Francesc Macià, president de la Generalitat de Catalunya entre 1931 i 1933. A l'Espai Macià es mostra, es comparteix, es recupera, es preserva i es difon el patrimoni documental, gràfic, audiovisual i sentimental lligat a Francesc Macià. A l'exposició permanent s'incideix en la vinculació de Macià amb les Borges Blanques, ciutat a la qual va estar estretament relacionat per lligams familiars.

## Francesc Macià
Francesc Macià i Llussà (Vilanova i la Geltrú, 21-09-1859 - Barcelona, 25-12-1933) va ser militar i polític. Va esdevenir un líder carismàtic capaç de guanyar les eleccions, proclamar la República i liderar la restauració de la Generalitat de Catalunya, suprimida feia 200 anys. Un personatge cabdal de la història de Catalunya que ha influït en la definició de la identitat catalana. Macià va articular bona part de la seva carrera política al voltant de la defensa dels pagesos lleidatans i, especialment, a la dels pagesos de les Garrigues.

## Rodalia
A les Borges Blanques es pot seguir una ruta per 13 espais a través dels quals s'explica la devastació que la ciutat va experimentar com a conseqüència dels bombardejos feixistes, que van succeir entre el 2 d'abril i el 25 de desembre de 1938. La comarca té un important patrimoni arqueològic, que es pot visitar. Destaca la fortalesa dels Vilars d'Arbeca, així com el jaciment de Roques Guàrdies, situat al terme municipal de les Borges Blanques. Al municipi, hi ha una part dels Bessons, un espai d'interès natural en el qual es poden trobar diferents espècies d'ocells rapinyaires.